# 伊斯托普基农村居民点
伊斯托普基农村居民点（俄语：Истопское сельское поселение）是俄罗斯联邦布良斯克州克利莫沃区所属的一个农村居民点。其下辖有9个居民点，行政中心为伊斯托普基。据2015年统计，该农村居民点的人口为1364人。